# 暗色鬍鯰
暗色鬍鯰，為輻鰭魚綱鯰形目塘虱魚科鬍鯰屬的其中一種，該物種分布於亞洲印尼婆羅洲馬哈甘河流域，體長可達30.8公分，棲息在底層水域，生活習性不明。

## 扩展阅读
維基物種上的相關：暗色鬍鯰